# فلاديمير ماتسكيفيتش
فلاديمير فلاديميروفيتش ماتسكيفيتش (بالروسية: Владимир Владимирович Мацкевич)، من مواليد 14 ديسمبر 1909، وتوفي بتاريخ 7 نوفمبر 1998، سياسي سوفيتي أوكراني، عمل سفيراً للاتحاد السوفيتي لدى تشيكوسلوفاكيا من عام 1973 لعام 1980.